# Ітай Ґолдфаден
Ітай Ґолдфаден (нар. 24 квітня 1996) — ізраїльський плавець.
Учасник Олімпійських Ігор 2020 року, де в змішаній естафеті 4x100 метрів комплексом його збірна посіла 8-ме місце.